# مانت آیدا (آرکانزاس)
مانت آیدا (آرکانزاس) (به انگلیسی: Mount Ida, Arkansas) یک شهر در ایالات متحده آمریکا با جمعیت ۱٬۰۷۶ نفر است که در آرکانزاس واقع شده‌است.

## موقعیت جغرافیایی
موقعیت جغرافیایی شهرها و مناطق اطراف به شرح زیر است: